# Grow Up
Grow Up est un jeu vidéo de type aventure, monde ouvert, plates-formes développé par Ubisoft Reflections et publié par Ubisoft. Le jeu est la suite de Grow Home, et est sorti officiellement le 16 août 2016 sur Microsoft Windows, Playstation 4 et Xbox One.

## Système de jeu
Grow Up permet aux joueurs de contrôler un robot nommé « Bud » (Botanical Utility Droid), qui est capable de s'agripper et de grimper sur toutes les surfaces. Sa compagne « POD » est capable de montrer la vue de la planète vers Bud. Alors que la capacité de Bud lui permet encore de diriger des tiges de Plantes Étoiles vers des sources d'énergies, le but principal est maintenant de récupérer les pièces de MOM, le vaisseau de Bud, réparties à travers la planète après avoir percuté la Lune.
Les nouveautés dans le jeu sont la possibilité d'analyser les plantes (connues sous le même nom de floraformes), qui ont chacune des propriétés uniques qui permettent à Bud de grimper ou de se propulser dans les airs.
Lorsqu'une floraforme est scannée, Bud peut planter une graine de celle-ci n'importe quand et elle poussera n'importe où. En cherchant des capsules de capacités (Tub), Bud peut recevoir de nouvelles capacités comme le jetpack, le planeur, la possibilité de se rouler en forme de boule. Ces capacités peuvent être améliorées en collectant des gemmes.
En complétant les défis Pod, où Bud s'envole à travers de multiples carrés avec une limite de temps, le joueur peut obtenir des costumes pour Bud qui ont chacun des propriétés uniques. Par exemple, le costume d'abeille attire les mouches vers le joueur et le costume d'aviateur augmente la vitesse du planeur.

## Accueil
Le test de Canard PC fait apparaître un jeu très similaire à Grow Home, ne nécessitant pas un fort investissement, se détachant des autres productions d'Ubisoft à cette époque. Le jeu est considéré par Canard PC comme « simple mais efficace ».